# ¡Broommm!
¡Broommm! es una historieta de la serie Mortadelo y Filemón creada en el año 2013 por el historietista español Francisco Ibáñez

## Trayectoria editorial
Se publicó en formato álbum en el número 157 de Magos del Humor en julio de 2013. Más adelante, volvió a publicarse en la colección Olé número 197.

## Argumento
Mortadelo y Filemón han de investigar una serie de sabotajes ocurridos en el Circuito de Montsindrió por el que los grandes campeones de motociclismo del momento han sufrido aparatosos accidentes. Ambos agentes se introducirán en el circuito con una moto Kakasaki 1000 para dar con los saboteadores.

## Alusiones
Esta historieta hace referencia a motociclistas reales mediante nombres parodiados: "Esparragó" (Pol Espargaró), "Pedruscosa" (Dani Pedrosa), "Toby Olías" (Toni Elías) y "Cobardino Risi" (Valentino Rossi).
"Montsindrió" es una parodia del Circuito de Cataluña, Montmeló ("meló" es "melón" en catalán; "síndria" es "sandía").
Aparecen parodiadas también renombradas marcas de motociclismo, tales como Kawasaki.